# Anastassiya Bannova
Anastassiya Aleksandrovna Bannova (kazakh : Анастасия Александровна Баннова, née le 26 février 1989 à Oral dans l'Oblys du Kazakhstan occidental au Kazakhstan) est une archère kazakhe.

## Biographie
Bannova commence le tir à l'arc en 2000. Son premier titre continental est en 2011, alors qu'elle remporte l'or à l'épreuve par équipe mixte de l'arc classique. Ses premiers Jeux olympiques ont lieu en 2008.

## Palmarès
- Jeux olympiques[2]
  - 40e à l'individuel femme aux Jeux olympiques d'été de 2008 à Pékin.
  - 33e à l'individuel femme aux Jeux olympiques d'été de 2012 à Londres.

- Championnats d'Asie[1]
  -  Médaille d'or à l'épreuve par équipe mixte aux championnats d'Asie 2011 à Téhéran.